# Черёмуха виргинская
Черёмуха вирги́нская (лат. Pádus virginiána) — дерево подрода Cerasus рода Слива, происходящее из Северной Америки, вырастающее до 10—15 м в высоту.

## Ботаническое описание

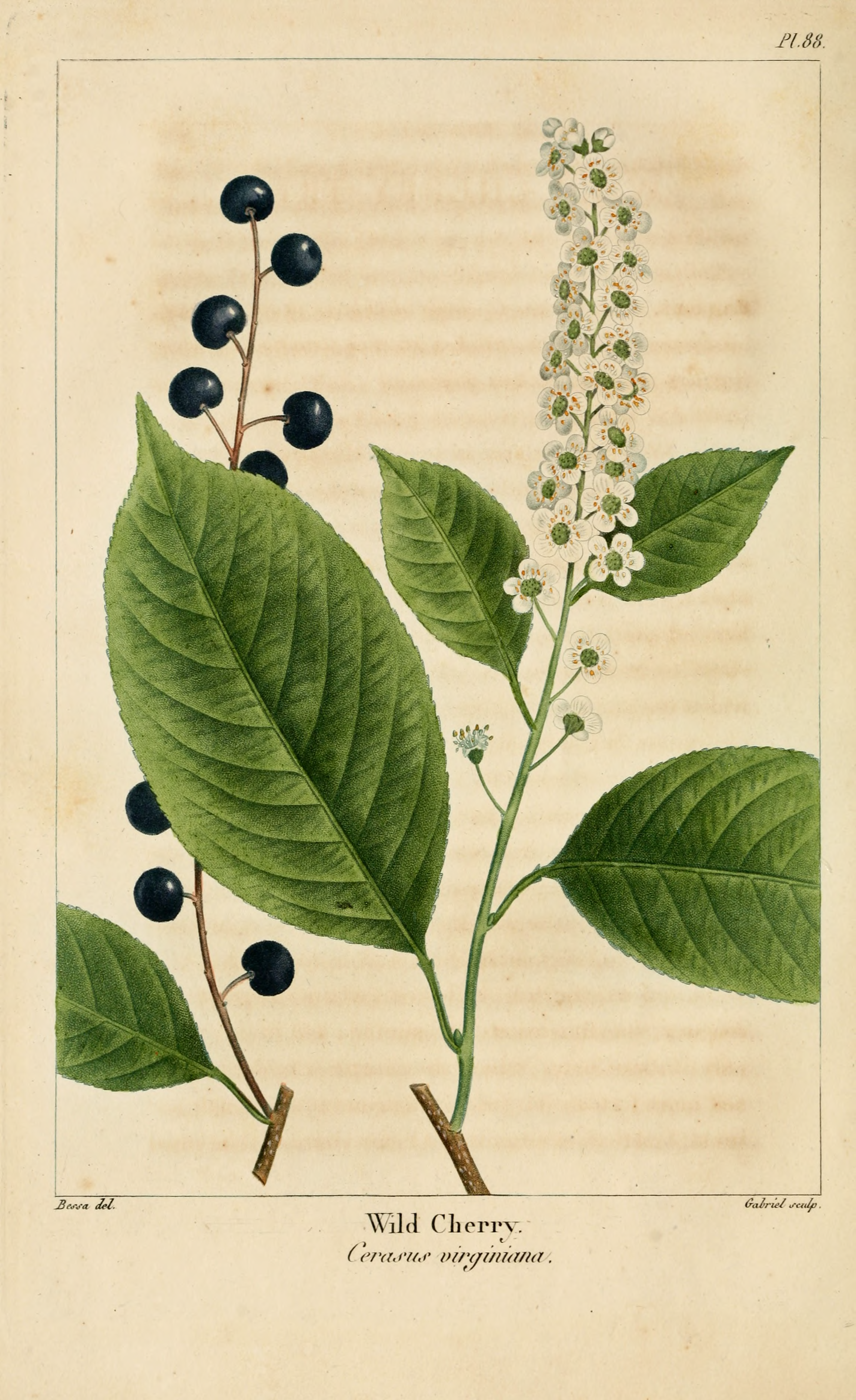
Ботаническая иллюстрация из книги А. Мишо The North American Sylva. 1819

Черёмуха виргинская — дерево с широкой и развесистой кроной. В условиях культуры черёмуха виргинская вырастает до 5—7 м в высоту.
Молодые побеги тёмно-бурого цвета. Почки яйцевидно-конические, желтовато-бурого или тёмно-коричневого цвета. Длина почек 3—5 мм.
Листья овально-ланцетные или овальные, блестящие, плотные, длиной 3—10 см, зазубренные по краям. С верхней стороны листья ярко-зелёные. С нижней стороны они несколько светлее. Осенью листья становятся красноватыми.
Цветки белого цвета, собраны в соцветия по 15—30 штук. Появляются поздней весной, в мае, после появления листьев. На севере ареала цветёт в июне.
Плод — круглая костянка, диаметром 1 см, с вяжущим кислым вкусом. Цвет плодов от тёмно-красного до почти чёрного. Плоды крупнее, чем у черёмухи обыкновенной. Косточки и листья - ядовиты.
|                                                                        |  |  |  |
| Слева направо: цветки, соцветие, зрелые плоды, осенняя окраска листьев |  |  |  |

## Распространение и среда обитания
Родина — Северная Америка. В культуре распространена повсеместно в районах с умеренным климатом. Черёмуха виргинская менее морозоустойчива, чем черёмуха обыкновенная. Цветёт позднее черёмухи обыкновенной на 2—3 недели. Образует много корневой поросли. Среди сортов есть самоплодные и несамоплодные.

## Хозяйственное значение и применение
Для коренных жителей Северной Америки черемуха виргинская являлась одним из главных фруктов. Плоды потреблялись в сыром виде, а также использовались для приготовления, в частности, пеммикана. В настоящее время плоды используются для приготовления джема, сиропа и вина.
Декоративное растение. Выведены краснолистные сорта, сорта с розовыми цветками.

### Черёмуха виргинская в культуре
Черемуха виргинская — официальный фрукт Северной Дакоты.

## Ботаническая систематика

### Синонимы
По данным The Plant List на 2013 год, в синонимику вида включены следующие названия:
- Cerasus virginica Michx. ex hort.
- Padus rubra Mill.
- Padus virginiana (L.) Mill.
- Padus virginiana (L.) M.Roem.
- Prunus serotina Poir.
- Prunus virginica Steud.